# Trei culori
Trei Culori (Tre Colori) è un canto patriottico romeno, inno della Repubblica Socialista di Romania, dal 1968 al 1990, anno del cambiamento politico alla direzione del Paese; quando venne sostituito con Deșteaptă-te, române!
Il testo originale e la melodia furono entrambi composti da Ciprian Porumbescu, tuttavia nella versione adottata come inno nazionale, si notano alcune modifiche apportate per elogiare la politica comunista sulla quale era basata la Romania. Il titolo e alcuni versi fanno riferimento al tricolore rumeno, cioè alla bandiera composta dalle tre bande verticali di eguale misura e dai colori: blu, giallo e rosso; che risale al 1848 e richiama gli ideali della Rivoluzione francese del 1789.

## Testo

### Versione comunista
| Testo in rumeno | Alfabeto cirillico rumeno | Alfabeto greco rumeno |
| Trei culori cunosc pe lume, Amintind de-un brav popor, Ce-i viteaz, cu vechi renume, În luptă triumfător. Multe secole luptară Străbunii noștri eroi, Să trăim stăpîni în țară, Ziditori ai lumii noi. Roșu, galben și albastru Este-al nostru tricolor. Se înalță ca un astru Gloriosul meu popor. Sîntem un popor în lume Strîns unit și muncitor, Liber, cu un nou renume Și un țel cutezător. Azi partidul ne unește Și pe plaiul românesc Socialismul se clădește, Prin elan muncitoresc. Pentru-a patriei onoare, Vrăjmașii-n luptă-i zdrobim. Cu alte neamuri sub soare, Demn, în pace, să trăim. Iar tu, Românie mîndră, Tot mereu să dăinuiesti Și în comunista eră Ca o stea să strălucești. | Трей кꙋлорй кꙋноск пе лꙋме, Аминтинд де-ꙋн брав попор, Че-й витѣз, кꙋ векь ренꙋме, Ꙟ҆ лꙋптъ тріꙋмфътор. Мꙋлте секоле лꙋптаръ Стръбꙋний нощрй є҆рой, Съ тръйм стъпꙟ҆й ꙟ҆ царъ, Зидиторй ай лꙋмий ной. Рошꙋ, галбен ши албастрꙋ Є҆́сте-ал нострꙋ триколор. Се ꙟ҆алцъ ка ꙟ҆ астрꙋ Глоріосꙋл меꙋ попор. Сꙋнтем ꙋн попор ꙟ҆ лꙋме Стрѫнс ꙋнит ши мꙋнчитор, Либер, кꙋ ꙋн ноꙋ ренꙋме Ши ꙋн цел кȣтезътор. Азй партидꙋл не ꙋнеще Ши пе плаюл Ромѫнеск Сочалисмꙋд се клъдеще, Прин є҆лан мꙋнчитореск. Пентрꙋ-а патріей ѡноаре, Връжмаший-н лꙋптъ-й здробим. Кꙋ алте нѣмꙋрй сꙋб соаре, Демн, ꙟ҆ паче, съ тръйм. Ꙗр тꙋ, Ромѫніе мꙟ҆дръ, Тот мереꙋ съ дъйнꙋѥстй Ши ꙟ҆ комꙋниста є҆ръ Ка ѡ стѣ съ стрълꙋчещй. | Τρει κουλορι κουνοσκ πε λουμε, Αμιντινδ δε-ουν βραϝ ποπορ, Κ̇ε-ι ϝιτεαζ, κου ϝεκι ρενουμε, Υν λουπτε̱ τριουμφε̱τορ. Μουλτε σεκολε λουπταρε̱ Στρε̱βουνιι νοσ̇τρι εροι, Σε̱ τρε̱ιμ στε̱πυνι υν τζαρε̱, Ζιδιτορι αι λουμιι νοι. Ροσ̇ου, γαλβεν σ̇ι αλβαστρου Εστε-αλ νοστρου τρικολορ. Σε υναλτζε̱ κα ουν αστρου Γλοριοσουλ μευ ποπορ. Σουντεμ ουν ποπορ υν λουμε Στρυνσ ουνιτ σ̇ι μουνκ̇ιτορ, Λιβερ, κου ουν νοου ρενουμε Σ̇ι ουν τζελ κουτεζε̱τορ. Αζι παρτιδουλ νε ουνεσ̇τε Σ̇ι πε πλαιουλ ρομυνεσκ Σοκ̇αλισμουλ σε κλε̱δεσ̇τε, Πριν ελαν μουνκ̇ιτορεσκ. Πεντρου-α πατριει ονοαρε, Ϝρε̱ζ̇μασ̇τιι-ν λουπτε̱-ι ζδροβιμ. Κου αλτε νεαμουρι σουβ σοαρε, Δεμν, υν πακ̇ε, σε̱ τρε̱ιμ. Ιαρ του, Ρομυνιε μυνδρε̱, Τοτ μερευ σε̱ δε̱ινουιεστι Σ̇ι υν κομουνιστα ερε̱ Κα ο στεα σε̱ στρε̱λουκ̇εσ̇τι. |

### Traduzione italiana
Tre colori conosco al mondo,

che richiamano un popolo eroico,

che sin dai vecchi tempi, con gloria

in battaglia fu trionfante.

Per molti secoli,

i nostri antenati lottarono da eroi;

conquistando questa terra,

e costruendo il nostro futuro.

Rosso, giallo e blu,

è il nostro tricolore,

si innalza come una stella,

è la gloria di questo popolo.

Siamo un popolo nel mondo,

siamo uniti e lavoratori,

liberi, con nuova fama

e con un audace traguardo.

Oggi, il Partito ci unisce,

e sulla terra romena,

verrà instaurato il Socialismo,

attraverso le gesta dei lavoratori.

Per l'onore della nostra patria,

annientammo i nostri nemici,

ma vivremo una storia pacifica

con tutti i popoli, in chiara luce.

Prode Romania, mia più cara terra,

vivi per sempre splendente!

Nella nuova era Comunista,

come una stella, brillerai!

### Canzone patriottica originale
| Testo in rumeno | Alfabeto cirillico rumeno | Alfabeto greco rumeno |
| Trei culori cunosc pe lume Ce le țin de-un sfânt odor, Sunt culori de-un vechi renume Suveniri de-un brav popor. Roșu-i focul ce-mi străbate, Inima-mi plină de dor Pentru sânta libertate Și al patriei amor. Auriu ca mândrul soare Fi-va'l nostru viitor Pururea'n eternă floare Și cu luci netrecător Iar albastrul e credința Pentru nație ce-oi nutrim Credincioși fără schimbare Pân' la moarte o să-i fim Pân' pe cer și cât în lume Vor fi aste trei culori Vom avea un falnic nume Și un falnic viitor Iar când, fraților, m'oi duce De la voi ș'oi fi să mor Pe mormânt, atunci să-mi puneți Mândrul nostru tricolor | Трей кꙋлорй кꙋноск пе лꙋме Че ле цин де-ꙋн сфѫнт одор, Сꙋнт кꙋлорй де-ꙋн векь ренꙋме Сꙋвенирй де-ꙋн брав попор. Рошꙋ-й фокꙋл че-мй стръбате, Инма-мй плинъ де дор Пентрꙋ сѫнта либертате Ши ал патріей амор. Аꙋрю ка мѫндрꙋл соаре Фи-ва'л нострꙋ вийтор Пꙋрꙋрѣ'н єтернъ флоаре Ши кꙋ лꙋчь нетрекътор Ꙗр албастрꙋл є крединца Пентрꙋ націе ке-ой нꙋтрим Крединкіошй фъръ скимбаре Пѫн' ла моарте ѡ съ-й фим Пѫн' пе чер ши кѫт ꙟ҆ лꙋме Вор фи асте трей кꙋлорй Вом авѣ ꙋн фалник нꙋме Ши ꙋн фалник вийтор Ꙗр кѫнд, фрацилор, м'ой дꙋке Де ла вой ш'ой фи съ мор Пе мормѫнт, атꙋнчй съ-мй пꙋнецй Мѫндрꙋл нострꙋ триколор. | Τρει κουλορι κουνοσκ πε λουμε Κ̇ε λε τζιν δε-ουν σφυντ οδορ, Σουντ κουλορι δε-ουν ϝεκι ρενουμε Σουϝενιρι δε-ουν βραϝ ποπορ. Ροσ̇ου-ι φοκουλ κ̇ε-μι στρε̱βατε, Ινιμα-μι πλινε̱ δε δορ Πεντρου συντα λιβερτατε Σ̇ι αλ πατριει αμορ. Αουριου κα μυνδρουλ σοαρε Φι-ϝα'λ νοστρου ϝιιτορ Πουρουρεα'ν ετερνα φλοαρε Σ̇ι κου λουκ̇ νετρεκε̱τορ Ιαρ αλβαστρουλ ε κρεδιντζα Πεντρου νατζιε κ̇ε-οι νουτριμ Κρεδινκ̇οσ̇ι φε̱ρε̱ σκιμβαρε Πυν' λα μοαρτε ο σε̱-ι φιμ Πυν' πε κ̇ερ σ̇ι κυτ υν λουμε Ϝορ φι αστε τρει κουλορι Ϝομ αϝεα ουν φαλνικ νουμε Σ̇ι ουν φαλνικ ϝιιτορ Ιαρ κυνδ, φρατζιλορ, μ'οι δουκ̇ε Δε λα ϝοι σ̇'οι φι σε̱ μορ Πε μορμυντ, ατουνκ̇ σε̱-μι πουνετζι Μυνδρουλ νοστρου τρικολορ. |